# Peter Arnott
Peter Arnott (* 1962, Glasgow) je skotský dramatik. Jeho první dvě díla byla uvedena roku 1985 ve stejném měsíci v Divadle Traverse v Edinburghu a v Glasgow Mayfest. Jeho tvorba je primárně určena pro divadla ve Skotsku, ale autorovy hry byly inscenovány také v Moskvě, Corku či New Yorku. Je zakladatelem The Fence, což je mezinárodní společnost, která sdružuje dramatiky a dramaturgy z celého světa. Napsal mnoho písní, scénářů a televizních skriptů, ale vždy se zaměřoval především na divadelní tvorbu.
V autorově první hře Bílá růže se divákům poprvé představila Tilda Swintonová. O svých dílech Peter Arnott říká: „Nenapadají mě žádné nové příběhy, prostě mi to nejde. Všechny hry, které jsem kdy napsal, byly na motivy jiných příběhů.“
Peter Arnott se v roce 2014 zúčastnil literárního festivalu Měsíc autorského čtení, který je pořádám brněnským nakladatelstvím Větrné mlýny. Nakladatelství také ve spolupráci s Českou televizí připravilo dokumentární cyklus s názvem Skotská čítanka: Don't Worry, Be Scottis. Díl o Peteru Arnottovi režírovala Barbara Willis.

## Díla
- White Rose (1985)
- The Boxer Benny Lynch (1985)
- Muir and Losing Alec
- The Breathing House (za hru získal cenu TMA Best Play Award 2003)
- A Little Rain
- Cyprus
- Harmony Row for Wildcat